# Manihoteae
Manihoteae es una tribu de la subfamilia de las Crotonoideae, en la Familia de las Euphorbiaceae. Comprende 2 géneros.

## Géneros
- Cnidoscolus
- Manihot